# Даляль бинт Сауд Аль Сауд
Даляль бинт Сауд Аль Сауд (араб. دلال بنت سعود بن عبد العزيز آل سعود‎; 1957, Эр-Рияд — 10 сентября 2021, там же) — саудовская принцесса и благотворитель, дочь короля Сауда ибн Абдул-Азиза.

## Биография

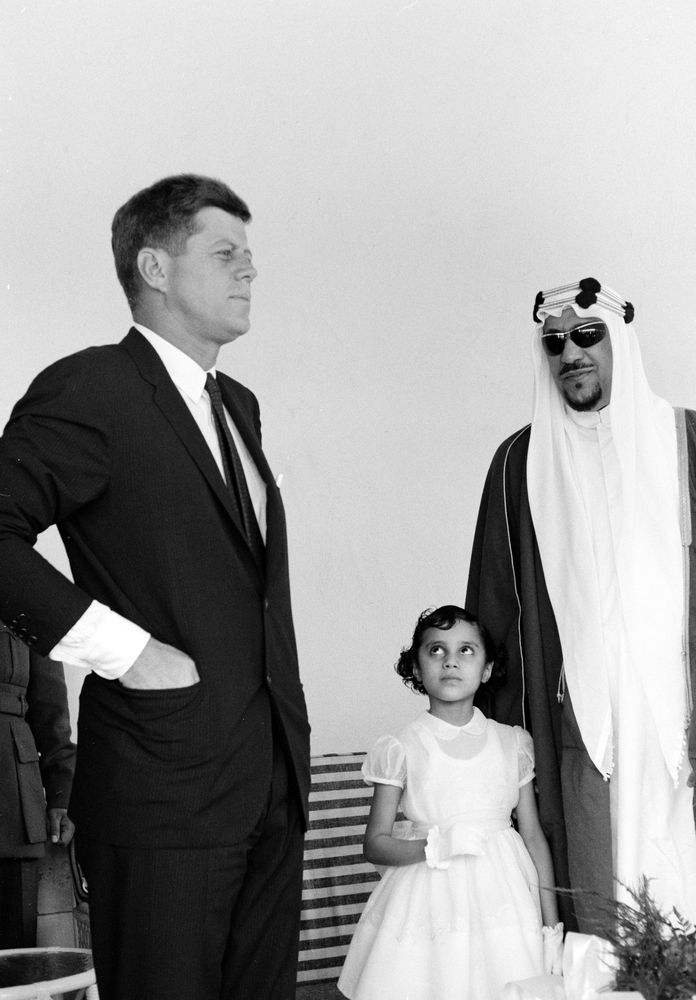
Президент США Джон Кеннеди, принцесса Даляль и король Сауд (слева направо) 1962 год

Родилась в 1957 году в Эр-Рияде в семье короля Сауда и его жены Теркии бинт Мухаммад Аль Абдул-Азиз. В 1962 году вместе с отцом отправилась в США на встречу с президентом страны Джоном Кеннеди.
Вышла замуж за двоюродного брата — принца Аль-Валида ибн Таляля. У пары было двое детей: принц Халид (род. 1978) и принцесса Рим (род. 1983). Спустя несколько лет супруги развелись по неизвестным причинам.
Принцесса Даляль была известна своей благотворительной деятельностью, являясь членом правления фонда «Наследие надежды», которая занимается здравоохранением детей во всём мире. Она участвовала в ряде мероприятий, посвященные проблемам детей со здоровьем.
В феврале 2021 года стало известно, что принцесса Даляль перенесла операцию по удалению раковой опухоли. Принцесса скончалась 10 сентября 2021 года после продолжительной болезни. 13 сентября в Большой мечети прошла заупокойная молитва, которую провёл имам Турки ибн Абдалла.